# مستشفى طلبة جامعة الإسكندرية
مستشفى طلبة جامعة الإسكندرية هو مستشفى تعليمي حكومي مصري، وأحد مستشفيات جامعة الإسكندرية، يتبع كلية الطب (جامعة الإسكندرية)، يقع بمنطقة الحضرة بمدينة الإسكندرية على مساحة حوالي 2500 متر مربع، وهو مخصص لعلاج أعضاء هيئة التدريس، الموطفون، وطلاب جامعة الإسكندرية، بلغت الطاقة الاستيعابية للمستشفى سنة 2015 حوالي 200 سرير، واستقبل 28204 مريض.

## الأقسام والتخصصات
يضم مستشفى طلبة جامعة الإسكندرية العديد من التخصصات الطبية وهي الطوارئ، التخدير، الأسنان، الأنف والأذن والحنجرة، أمراض الصدر، الجلدية والتناسلية، الجهاز الهضمي والكبد، طب المسنين، الكلى والغدد الصماء.

## وصلات خارجية
- الصفحة الرسمية للمستشفى على موقع فيس بوك.